# Ебергард IV (граф Вюртембергу)
Ебергард IV Молодший (нім. Eberhard IV. der Jüngere; 23 серпня 1388 — 2 липня 1419) — 12-й граф Вюртембергу в 1417—1419 роках.

## Життєпис
Походив з Вюртемберзького дому. Старший син Ебергарда III, графа Вюртембергу, і Антонії Вісконті. Народився 1388 року. 1397 року відбулися його заручини з онукою Стефана де Монфокона, графа Монбельяра. Після того, як останній помер, того ж року Монбельяром став керувати Ебергард III.
З 1405 року Ебергард Молодший став активно брати участь в справах Вюртемберзького графства. 1407 року відбувся його шлюб з Генрієттою де Монфокон. Брав участь у військовій кампанії проти міста Аппенцелль. 1409 року зрештою вступив у володіння графством Монбельяр.
1417 року після смерті батька успадкував усі родинні володіння. Продовжив політику попередника щодо союзу зі Швабськими імперськими містами. Втім вже 1419 року Ебергард IV раптово помер. Йому спадкували сини Людвіг IV і Ульріх V при регентстві їх матері.

## Родина
Дружина — Генрієтта, донька Генріха II де Монфокона, графа Монбельяра.
Діти:
- Анна (1408—1422) — дружина Філіппа I, графа Катценельбогена
- Людвіг (1412—1450) — граф Вюртемберг-Ураха
- Ульріх (1413—1480) — граф Вюртемберг-Штутгарта

3 бастарди